# Казалс, Розмари
Розмари «Рози» Каза́лс (англ. Rosemary "Rosie" Casals; р. 16 сентября 1948 в Сан-Франциско) — американская профессиональная теннисистка и бизнесвумен, одна из основательниц Женской теннисной ассоциации (WTA).

## Биография
Розмари Казалс родилась в семье иммигрантов из Сальвадора. Их дальним родственником был знаменитый виолончелист Пабло Казальс, но семья была бедной, и девочку вместе со старшей сестрой Викторией отдали на воспитание родственникам. Мануэль Касальс, бывший игрок сборной Сальвадора по футболу, которому она приходилась внучатой племянницей, стал её первым и единственным теннисным тренером.
Казалс сыграла важную роль в становлении женского профессионального тенниса. Вместе с ещё несколькими ведущими американскими теннисистками она выдвинула ультиматум Ассоциации лаун-тенниса США (USLTA) с требованием увеличить призовой фонд для женщин, участвовавших в турнирах под эгидой этой организации. После отказа USLTA она приняла участие в создании Женской теннисной ассоциации (WTA) и стала победительницей турнира Virginia Slims Invitational в Хьюстоне в 1970 году, фактически являвшегося первым турниром под эгидой этой ассоциации. С 1974 по 1984 год она входила в совет директоров WTA. В 1974 году она также вела трансляцию с матча между Билли-Джин Кинг и Бобби Риггсом, названного «Битвой полов», как комментатор телеканала ABC, и всячески поддерживала Кинг в своём репортаже. На следующий день после матча она была подвергнута критике в прессе за свои едкие замечания в адрес Риггса. После «Битвы полов» Казалс принимала участие в создании ещё одного детища Кинг, профессиональной лиги World Team Tennis, команды которой состояли в равных пропорциях из женщин и мужчин. Позже она была одним из организаторов тура «Women's Classic», где принимают участие теннисистки старше тридцатилетнего возраста.
Помимо игровой карьеры Казалс сделала и карьеру как деловая женщина. Это направление в жизни она избрала после того, как в 1978 году сделала операцию бедра и не могла выступать так же активно, как раньше (хотя добивалась успехов на корте и в дальнейшем). Уже в 1981 году она основала «Sportswomen, Inc.», компанию, специализирующуюся на спортивной рекламе и менеджменте, а впоследствии фирму «Midnight Productions», выпускающую программы для телевидения.

## Игровая карьера
В детских турнирах Рози Казалс требовала, чтобы её ставили в пару к соперницам на два-три года старше неё. Это создавало для неё дополнительный стимул к совершенствованию, помимо того факта, что она была ниже ростом, чем большинство соперниц (даже в зрелом возрасте её рост был меньше 160 сантиметров). К 16 годам она занимала первую строчку в рейтинге Северной Калифорнии среди девушек, а в 17 лет — одиннадцатое место в общеамериканском взрослом рейтинге. В том же году она дошла до полуфинала чемпионата США, где проиграла Марии Буэно.
В 1966 году в паре со старшей подругой Билли-Джин Кинг Казалс выиграла чемпионаты США на грунтовых кортах и в помещениях. и дошла до четвертьфинала на Уимблдонском турнире. На следующий год они выиграли и Уимблдон, и чемпионат США. Они также выиграли Кубок Федерации, победив всухую во всех четырёх матчах, и после этого, вместе с ещё двумя ведущими теннисистками, Франсуазой Дюрр и Энн Хейдон-Джонс, подписали контракт на проведение мирового турне и перешли в разряд профессионалов. Это могло бы положить конец карьере Казалс на турнирах Большого шлема, но в 1968 году началась Открытая эра, и профессионалам было разрешено участвовать в этих турнирах.
В следующие восемь лет Казалс и Кинг провели вместе ещё 12 финалов на турнирах Большого шлема, одержав шесть побед, в том числе четыре на Уимблдоне. Ещё один титул Казалс завоевала с австралийской теннисисткой Джуди Тегарт-Далтон. Она два года подряд, в 1970 и 1971 году, доходила до финала Открытого чемпионата США в одиночном разряде, но оба раза проиграла более атлетичным соперницам, Маргарет Корт (завоевавшей в тот год Большой шлем) и Кинг. Она также активно выступала в профессиональных женских турнирах, одержав десять побед за четыре года в одиночном разряде, в том числе выиграв первый официальный турнир WTA в сентябре 1970 года, а с Кинг завоевала около 40 титулов с 1970 до 1975 года. За этот период она также трижды выигрывала турниры Большого шлема в смешанном парном разряде и дважды — чемпионат тура «Virginia Slims» в парном разряде. Со сборной США она завоевала с 1976 по 1981 год шесть подряд титулов обладательницы Кубка Федерации. В общей сложности за время выступлений за сборную она победила в 34 играх и проиграла только две.
Когда Кинг начала сокращать объём выступлений, Казалс стала активнее выступать с другими партнёршами. Она побеждала и с Крис Эверт, и с Мартиной Навратиловой, а в 80-е годы её постоянной партнёршей стала Венди Тёрнбулл из Австралии, с которой она завоевала в 1982 году свой последний титул на Открытом чемпионате США.
В ноябре 1987 года Казалс получила почётную награду WTA. На следующий год, в возрасте 39 лет и 5 месяцев выиграв после шестилетнего перерыва с Мартиной Навратиловой свой последний турнир, она стала второй по возрасту участницей тура WTA, которой удалось это сделать (Кинг выиграла свой последний турнир в 39 лет и 6 месяцев; впоследствии этот рекорд был значительно улучшен Навратиловой, выигравшей свой последний турнир в 49 лет). Она продолжала играть до 1991 года.
В 1996 году имя Розмари Казалс было внесено в списки Международного зала теннисной славы.

## Стиль игры
Поскольку Казалс была маленького роста, ей приходилось быть очень активной на корте. Она с презрением относилась к господствовавшей до 60-х годов в женском теннисе манере игры, состоявшей в обмене ударами с задней линии. Сама она так описывает свою манеру игры:

Я была очень быстрой. Я хорошо играла у сетки, отлично била верховые мячи. Думаю, иногда разнообразие моей игры мне мешало сосредоточиться. У меня был богатый выбор, и иногда я не могла сделать этот выбор разумно. Наверное, больше всего мне мешал мой рост. Хотя среди нас и не было нынешних амазонок, все вокруг были выше меня. Подвижность имеет свои пределы — нужно ещё и иметь возможность дотянуться. Мне бы такие руки, как у Винус…
Оригинальный текст (англ.)I was very fast, I was a good volleyer, hit great overheads. I think sometimes the variety I had in my game made it difficult to focus. I had a lot of choices, and sometimes I didn't make disciplined choices. What probably hurt me the most was my height. Even though we didn't have the Amazons of today, everyone was taller than me. Mobility only gets you so far - you've got to have reach. If I had arms like Venus…

Казалс также отличали яркие наряды, которые она носила на корте. Дошло до того, что на Уимблдонском турнире 1972 года её заставили сменить белое платье с фиолетовым рисунком на чисто белое, предписанное правилами.

## Участие в финалах турниров Большого шлема за карьеру (29)

### Одиночный разряд (2)
Поражения (2)
| Год  | Турнир                     | Покрытие | Соперница в финале | Счёт в финале |
| ---- | -------------------------- | -------- | ------------------ | ------------- |
| 1970 | Открытый чемпионат США     | Трава    | Маргарет Смит-Корт | 2-6, 6-2, 1-6 |
| 1971 | Открытый чемпионат США (2) | Трава    | Билли-Джин Кинг    | 4-6, 6-7      |

### Женский парный разряд (21)

#### Победы (9)
| Год  | Турнир                     | Покрытие | Партнёр             | Соперницы в финале                | Счёт в финале  |
| ---- | -------------------------- | -------- | ------------------- | --------------------------------- | -------------- |
| 1967 | Уимблдонский турнир        | Трава    | Билли-Джин Кинг     | Мария Буэно Нэнси Ричи            | 9-11, 6-4, 6-2 |
| 1967 | Чемпионат США              | Трава    | Билли-Джин Кинг     | Донна Флойд-Фейлз Мери-Энн Эйсел  | 4-6, 6-3, 6-4  |
| 1968 | Уимблдонский турнир (2)    | Трава    | Билли-Джин Кинг     | Франсуаза Дюрр Энн Хейдон-Джонс   | 3-6, 6-4, 7-5  |
| 1970 | Уимблдонский турнир (3)    | Трава    | Билли-Джин Кинг     | Франсуаза Дюрр Вирджиния Уэйд     | 6-2, 6-3       |
| 1971 | Уимблдонский турнир (4)    | Трава    | Билли-Джин Кинг     | Ивонн Гулагонг Маргарет Смит-Корт | 6-3, 6-2       |
| 1971 | Открытый чемпионат США (2) | Трава    | Джуди Тегарт-Далтон | Франсуаза Дюрр Гейл Шеррифф       | 6-3, 6-3       |
| 1973 | Уимблдонский турнир (5)    | Трава    | Билли-Джин Кинг     | Франсуаза Дюрр Бетти Стове        | 6-1, 4-6, 7-5  |
| 1974 | Открытый чемпионат США (3) | Трава    | Билли-Джин Кинг     | Франсуаза Дюрр Бетти Стове        | 7-6, 6-7, 6-4  |
| 1982 | Открытый чемпионат США (4) | Хард     | Венди Тёрнбулл      | Барбара Поттер Шэрон Уолш         | 6-4, 6-4       |

#### Поражения (12)
| Год  | Турнир                         | Покрытие | Партнёр         | Соперницы в финале                     | Счёт в финале |
| ---- | ------------------------------ | -------- | --------------- | -------------------------------------- | ------------- |
| 1966 | Чемпионат США                  | Трава    | Билли-Джин Кинг | Мария Буэно Нэнси Ричи                 | 3-6, 4-6      |
| 1968 | Открытый чемпионат Франции     | Грунт    | Билли-Джин Кинг | Франсуаза Дюрр Энн Хейдон-Джонс        | 5-7, 6-4, 4-6 |
| 1968 | Открытый чемпионат США (2)     | Трава    | Билли-Джин Кинг | Мария Буэно Маргарет Смит-Корт         | 6-4, 7-9, 6-8 |
| 1969 | Открытый чемпионат Австралии   | Трава    | Билли-Джин Кинг | Маргарет Смит-Корт Джуди Тегарт-Далтон | 4-6, 4-6      |
| 1969 | Открытый чемпионат Франции (2) | Грунт    | Билли-Джин Кинг | Франсуаза Дюрр Гейл Шеррифф            | 1-6, 6-3, 3-6 |
| 1970 | Открытый чемпионат США (3)     | Трава    | Вирджиния Уэйд  | Маргарет Смит-Корт Джуди Тегарт-Далтон | 4-6, 3-6      |
| 1973 | Открытый чемпионат США (4)     | Трава    | Билли-Джин Кинг | Маргарет Смит-Корт Вирджиния Уэйд      | 6-3, 3-6, 5-7 |
| 1975 | Открытый чемпионат США (5)     | Грунт    | Билли-Джин Кинг | Маргарет Смит-Корт Вирджиния Уэйд      | 5-7, 6-2, 6-7 |
| 1980 | Уимблдонский турнир            | Трава    | Венди Тёрнбулл  | Кэти Джордан Энн Смит                  | 6-4, 5-7, 1-6 |
| 1981 | Открытый чемпионат США (6)     | Хард     | Венди Тёрнбулл  | Кэти Джордан Энн Смит                  | 3-6, 3-6      |
| 1982 | Открытый чемпионат Франции (3) | Грунт    | Венди Тёрнбулл  | Мартина Навратилова Энн Смит           | 3-6, 4-6      |
| 1983 | Уимблдонский турнир (2)        | Трава    | Венди Тёрнбулл  | Мартина Навратилова Пэм Шрайвер        | 2-6, 2-6      |

### Смешанный парный разряд (6)

#### Победы (3)
| Год  | Турнир                  | Покрытие | Партнёр        | Соперницы в финале                 | Счёт в финале |
| ---- | ----------------------- | -------- | -------------- | ---------------------------------- | ------------- |
| 1970 | Уимблдонский турнир     | Трава    | Илие Нэстасе   | Ольга Морозова Александр Метревели | 6-3, 4-6, 9-7 |
| 1972 | Уимблдонский турнир (2) | Трава    | Илие Нэстасе   | Ивонн Гулагонг-Коули Ким Уорик     | 6-4, 6-4      |
| 1975 | Открытый чемпионат США  | Грунт    | Ричард Стоктон | Билли-Джин Кинг Фред Столл         | 6-3, 6-7, 6-3 |

#### Поражения (3)
| Год  | Турнир                     | Покрытие | Партнёр        | Соперницы в финале              | Счёт в финале |
| ---- | -------------------------- | -------- | -------------- | ------------------------------- | ------------- |
| 1967 | Чемпионат США              | Трава    | Стэн Смит      | Билли-Джин Кинг Оуэн Дэвидсон   | 3-6, 2-6      |
| 1972 | Открытый чемпионат США (2) | Трава    | Илие Нэстасе   | Маргарет Смит-Корт Марти Риссен | 3-6, 5-7      |
| 1976 | Уимблдонский турнир        | Трава    | Ричард Стоктон | Франсуаза Дюрр Тони Роч         | 3-6, 6-2, 5-7 |

## Участие в финалах Virginia Slims Championships / Avon Championships за карьеру в парном разряде (4)

### Победы (2)
| Год  | Место проведения         | Покрытие | Партнёр            | Соперницы в финале         | Счёт в финале |
| ---- | ------------------------ | -------- | ------------------ | -------------------------- | ------------- |
| 1973 | Бока-Ратон, Флорида, США | Грунт    | Маргарет Смит-Корт | Франсуаза Дюрр Бетти Стове | 6-2, 6-4      |
| 1974 | Лос-Анджелес, США        | Ковёр    | Билли-Джин Кинг    | Франсуаза Дюрр Бетти Стове | 6-1, 6-7, 7-5 |

### Поражения (2)
| Год  | Место проведения  | Покрытие | Партнёр         | Соперницы в финале                  | Счёт в финале |
| ---- | ----------------- | -------- | --------------- | ----------------------------------- | ------------- |
| 1975 | Лос-Анджелес, США | Ковёр    | Билли-Джин Кинг | Маргарет Смит-Корт Вирджиния Уэйд   | 7-6, 6-7, 2-6 |
| 1980 | Нью-Йорк, США     | Ковёр    | Венди Тёрнбулл  | Билли-Джин Кинг Мартина Навратилова | 3-6, 6-4, 3-6 |

## Статистика участия в центральных турнирах за карьеру

### Одиночный разряд
| Турнир                       | 1964          | 1965          | 1966          | 1967          | 1968          | 1969          | 1970          | 1971          | 1972 | 1973 | 1974 | 1975 | 1976 | 19771 | 19772 | 1978 | 1979 | 1980 | 1981 | 1982 | 1983 | 1984 | 1985 | Итого  |
| ---------------------------- | ------------- | ------------- | ------------- | ------------- | ------------- | ------------- | ------------- | ------------- | ---- | ---- | ---- | ---- | ---- | ----- | ----- | ---- | ---- | ---- | ---- | ---- | ---- | ---- | ---- | ------ |
| Открытый чемпионат Австралии | НУ            | НУ            | НУ            | 1/2           | 1/4           | 1/4           | НУ            | НУ            | НУ   | НУ   | НУ   | НУ   | НУ   | НУ    | НУ    | НУ   | НУ   | 1К   | 1К   | НУ   | НУ   | НУ   | НУ   | 0 / 5  |
| Открытый чемпионат Франции   | НУ            | НУ            | НУ            | 4К            | 4К            | 1/4           | 1/4           | НУ            | 3К   | НУ   | НУ   | НУ   | НУ   | НУ    | НУ    | НУ   | 1К   | НУ   | 2К   | НУ   | НУ   | НУ   | НУ   | 0 / 7  |
| Уимблдонский турнир          | НУ            | НУ            | 4К            | 1/2           | 4К            | 1/2           | 1/2           | 2К            | 1/2  | 1/4  | 4К   | 4К   | 1/4  | 1/4   | 1/4   | НУ   | 3К   | 2К   | 1К   | 2К   | 3К   | 1К   | НУ   | 0 / 18 |
| Открытый чемпионат США       | 3К            | 1К            | 1/2           | 4К            | 3К            | 1/2           | Ф             | Ф             | 1/4  | 1/4  | 1/4  | 1К   | 1/4  | 4К    | 4К    | НУ   | 1К   | 1К   | 4К   | 2К   | 3К   | 2К   | 2К   | 0 / 21 |
| Чемпионат Virginia Slims     | Не проводился | Не проводился | Не проводился | Не проводился | Не проводился | Не проводился | Не проводился | Не проводился | НУ   | НУ   | 1/4  | НУ   | НУ   | 1/2   | 1/2   | КТ   | НУ   | НУ   | НУ   | НУ   | НУ   | НУ   | НУ   | 0 / 3  |

### Женский парный разряд
| Турнир                       | 1966          | 1967          | 1968          | 1969          | 1970          | 1971          | 1972          | 1973 | 1974 | 1975 | 1976 | 19771 | 19772 | 1978 | 1979 | 1980 | 1981 | 1982 | 1983 | 1984 | 1985 | 1986 | 1987 | 1988 | 1989 | Итого  |
| ---------------------------- | ------------- | ------------- | ------------- | ------------- | ------------- | ------------- | ------------- | ---- | ---- | ---- | ---- | ----- | ----- | ---- | ---- | ---- | ---- | ---- | ---- | ---- | ---- | ---- | ---- | ---- | ---- | ------ |
| Открытый чемпионат Австралии | НУ            | 1/4           | 1/2           | Ф             | НУ            | НУ            | НУ            | НУ   | НУ   | НУ   | НУ   | НУ    | НУ    | НУ   | НУ   | 1/2  | 1/2  | 1/4  | НУ   | НУ   | НУ   | НУ   | НУ   | НУ   | НУ   | 0 / 6  |
| Открытый чемпионат Франции   | НУ            | НУ            | Ф             | 1/4           | Ф             | НУ            | 3К            | НУ   | НУ   | НУ   | НУ   | НУ    | НУ    | НУ   | 1/4  | НУ   | 2К   | Ф    | 1/4  | НУ   | НУ   | НУ   | НУ   | 2К   | НУ   | 0 / 9  |
| Уимблдонский турнир          | НУ            | П             | П             | 3К            | П             | П             | 1/2           | П    | 1/4  | 1/2  | 1/4  | 2К    | 2К    | НУ   | 1/4  | Ф    | 2К   | 1/2  | Ф    | НУ   | 1К   | НУ   | НУ   | 1К   | 2К   | 5 / 19 |
| Открытый чемпионат США       | Ф             | П             | Ф             | 1/2           | Ф             | П             | 1/2           | Ф    | П    | Ф    | 1/4  | 1К    | 1К    | НУ   | 1/2  | 1/4  | Ф    | П    | 1/4  | 3К   | 2К   | 2К   | НУ   | 1К   | 2К   | 4 / 22 |
| Чемпионат Virginia Slims     | Не проводился | Не проводился | Не проводился | Не проводился | Не проводился | Не проводился | Не проводился | П    | П    | Ф    | -    | НУ    | НУ    | 1/2  | 1/2  | Ф    | 1/2  | 1/2  | 1/4  | 1/4  | НУ   | НУ   | НУ   | НУ   | НУ   | 2 / 10 |

## Признание
- Двенадцатикратная победительница турниров Большого шлема в женском и смешанном парном разряде, двукратная победительница итоговых турниров тура Virginia Slims, победительница 112 профессиональных любительских и профессиональных турниров в женском парном разряде[1].
- Семикратная обладательница Кубка Федерации в составе сборной США.
- Член Международного зала теннисной славы с 1996 года.
- Была представлена на коллекционных карточках Supersisters.